# Ceanothus ochraceus
Ceanothus ochraceus är en brakvedsväxtart som beskrevs av Karl Suessenguth. Ceanothus ochraceus ingår i släktet Ceanothus och familjen brakvedsväxter. Inga underarter finns listade i Catalogue of Life.